# Andrea Rigoni
Andrea Rigoni (Milano, 15 febbraio 1960) è un politico italiano, dottore commercialista e revisore legale.

## Biografia
Laureato in Economia e Commercio, Dottore Commercialista e Revisore Legale. Iscritto all'Ordine dei Giornalisti Pubblicisti della Toscana dal 1985. È stato direttore responsabile della rivista "Politica di Presenza Sociale".
Si iscrive giovanissimo alla Democrazia Cristiana.
Nel 1984 entra nella Direzione Nazionale del Movimento Giovanile della Democrazia Cristiana, responsabile nazionale del Dipartimento Attività di Massa e coordinatore del GIO'1 a Bergamo nel 1985 e del GIO'BOAT nel 1986.
Alle elezioni politiche del 1987, è candidato dalla Democrazia Cristiana, in quota giovani, all'età di 27 anni, nella lista per la Camera dei Deputati del Collegio XV (Massa Carrara, Pisa, Livorno e Lucca).
Aderisce al Partito Popolare Italiano.
Nel 1994 viene eletto Segretario comunale della città di Massa, del Partito Popolare Italiano.
Nel 1996 viene eletto Segretario provinciale di Massa Carrara del Partito Popolare Italiano, confermato nel Congresso del 2000.
Nel 1998 viene eletto componente della Direzione nazionale del Partito Popolare Italiano.
Nel 2000 viene eletto Presidente del Partito Popolare Italiano della Regione Toscana.
Aderisce alla Margherita- Democrazia e Libertà.
Eletto nella Direzione nazionale della Margherita-DL.
Nel 2001 viene eletto Senatore della Repubblica nella XIV legislatura nelle file dell'Ulivo per Rutelli vincendo il Collegio 8 Toscana (Massa-Carrara- Versilia) con il 43,7%: è stato capogruppo della Margherita -DL-L'Ulivo nella 3ª Commissione Permanente (Esteri e Emigrazione), componente della Commissione parlamentare d'inchiesta sulle cause dell'occultazione dei fascicoli relativi a crimini nazifascisti (c.d. "armadio della vergogna"), Segretario della Delegazione parlamentare italiana al Consiglio d'Europa e componente effettivo della Delegazione Italiana dell'Unione Europeo Occidentale (UEO).
Nel 2006 viene eletto Deputato alla Camera dei Deputati nelle file dell'Ulivo nella circoscrizione XII Toscana: nella XV legislatura è stato eletto componente della 3ª Commissione Permanente Affari Esteri e Comunitari, è stato eletto Presidente della Delegazione Italiana al Consiglio d'Europa e componente effettivo della Delegazione parlamentare Italiana dell'Unione Europeo Occidentale (UEO).
A settembre 2006 a Strasburgo viene eletto vice presidente dell'Assemblea del Consiglio d'Europa.
Aderisce al Partito Democratico di Veltroni.
Nel 2008 è eletto I Segretario del Partito di Massa Carrara, confermato nel Congresso del 2010. Nel 2008 è eletto nella Direzione nazionale del Partito Democratico.
Nel 2008 viene nuovamente confermato Deputato nelle file del Partito Democratico nella circoscrizione XII Toscana, nella XVI legislatura: è membro della 3ªCommissione Permanente Affari Esteri e Comunitari e della 4ª Commissione permanente Difesa e viene eletto vice Presidente della Delegazione Parlamentare Italiana al Consiglio d'Europa e nominato componente effettivo della Delegazione parlamentare Italiana dell'Unione Europeo Occidentale (UEO).
È confermato nella Direzione nazionale del Partito Democratico con Bersani segretario.
Al termine della legislatura, partecipa alle Primarie per i candidati parlamentari del Partito Democratico e le vince con 5.466 preferenze (79,11%); l'ottimo risultato conseguito gli consente di essere rieletto Deputato nelle file del Partito Democratico nelle elezioni politiche del 2013 nella circoscrizione XII Toscana: nella XVII legislatura è componente della 3ªCommissione Permanente Affari Esteri e Comunitari e viene rieletto componente effettivo della Delegazione parlamentare italiana al Consiglio d'Europa.